# Robert Delort
Robert Delort, né le 21 septembre 1932, est un historien et médiéviste français. Il s'intéresse notamment à l'histoire des relations entretenues par l'Homme avec les animaux, dans le cadre d'une « zoohistoire »

## Biographie

### Formation
Robert Delort se forme à l’ENS (promotion 1953) où il prépare l’agrégation d'histoire (1957) et à l’École pratique des hautes études (EHESS) où il soutient une thèse de doctorat en histoire médiévale (1960). Entretemps, il accomplit son service militaire comme officier de marine, à la mer et au Service historique.
Membre de l’École française de Rome (1960-1962), il présente une thèse d’État à la Sorbonne (1975). Il passe également une licence de sciences à l’Université Paris-Diderot.

### Carrière
Professeur au lycée de Douai, assistant puis maitre-assistant à la Sorbonne (1963-1968), il est maitre de conférences puis professeur à l’Université Paris-VIII et à l’École normale supérieure, puis délégué et professeur ordinaire à l’Université de Genève.
Dans le cadre de ses recherches et enseignements, il fait de longs séjours à Berlin (au Collège scientifique, 1983-1984), à Montréal (1987), à Londres (1993-1994) et donne des séminaires et des cours, en particulier à l’Université de Bielefeld, à Rome, à Berlin et à Moscou (Université Lomonosov, 2003).
Président de section à la Commission nationale du CNRS (1983-1987), il organise les Colloques du millénaire de la France (1987) puis dirige le programme scientifique du CNRS-PIREN (Programme interdisciplinaire de recherches sur l'environnement) sur l'histoire de l’environnement (1987-92).
Robert Delort dirige depuis 1972 une collection historique chez Albin Michel. Il a longtemps été au Comité de rédaction de la revue l’Histoire et est membre du comité scientifique des Rendez-vous de l’Histoire (Blois). Ses élèves, collègues et amis lui ont dédié un volume d’Hommages à l’initiative de E. Mornet et F. Morenzoni, préface de Jacques Le Goff : Milieux naturels, espaces sociaux (Publications de la Sorbonne 1997). Un nouvel hommage lui est rendu lors du colloque Les animaux… l'histoire continue organisé autour de ses travaux en 2019, à l'occasion du legs de sa bibliothèque à l'Université polytechnique des Hauts-de-France.

## Publications
- Le Moyen Âge: histoire illustrée de la vie quotidienne (Lausanne Edita 1972 ; rééd. Seuil 1983, traductions anglaise et américaine légèrement modifiées Life in the middle ages Londres, New York 1973 sq.), en livre de poche sous le titre La vie au Moyen Âge (Seuil 1982) avec l'aide de Claude Gauvard
- Le commerce des fourrures en Occident à la fin du Moyen Âge, De Boccard, 1980, 2 volumes), thèse d'État
- Histoire des fourrures, Edita, 1987
- Les animaux ont une histoire (Seuil 1984 et Points Histoire 1993), traduit en plusieurs langues et à la base d'une série de films (Les films d’ici) télévisés (Arte, 2006). Cet ouvrage est pionnier en « zoohistoire ».
- L’histoire de l’environnement européen, version résumée avec la collaboration de François Walter (PUF 2001, trad. ital. Dedalo 2003; trad. jap. Misuzu Shobo, Ltd. 2007)
- Introduction aux sciences auxiliaires de l’Histoire, Armand Colin, 1969
- L’Europe au Moyen Âge (en collaboration avec Ch. de La Roncière, Ph. Contamine, M. Rouche, Armand Colin (1968-1971) 3 volumes
- Venise, en collaboration avec Ph. Braunstein, Seuil, Points Histoire, 1971 et réed.
- Les éléphants, piliers du monde, coll. « Découvertes Gallimard / Histoire » (no 93), Gallimard, 1990 (traduit en plusieurs langues, dont chinois, coréen, japonais)
- Charlemagne, MA, 1989
- Gladiator. Gladiateur., Paris, Les Belles Lettres, coll. "Les Petits Latins, niveau confirmé", 152 p., 2024  (ISBN 9782377750702)

## Traductions ou présentations d’ouvrages et colloques
- Hitler, chef de guerre (Artaud 1961 et rééd).
- La Moscovie au XVIe siècle (Calmann Lévy 1965).
- Histoire des Croisades (R. Laffont 1967).
- Mémoires de l’Europe (R. Laffont 1969 et rééd. : tome 1 L’Europe de la Foi).
- Récits des temps mérovingiens (l’Arbre double 1981).
- Les Croisades (Points Histoire 1988).
- Maladies et sociétés; avec N. Bulst (Paris CNRS 1989).
- La France de l’An Mil (Seuil Points Histoire 1990).
- Pour une Histoire de l’environnement, avec C. Beck (CNRS 1992).
- Le petit peuple dans l’Occident médiéval (avec P. Boglioni et C. Gauvard) (Montréal – Paris 2002).